# Banco de Lituania
El Banco de Lituania (lituano: Lietuvos Bankas) es el banco central de la República de Lituania. El Banco de Lituania  pertenece al Sistema Europeo de Bancos Centrales. El Presidente del Consejo del banco es Gediminas Šimkus.

## Funciones principales
De acuerdo con el sitio web de la entidad, el Banco de Lituania desarrolla estas funciones principales:
- el mantenimiento de la estabilidad de precios.
- formular e implementar la política monetaria.
- actuar como un agente del Tesoro público.